# فتح‌الله معین
فتح‌الله معین نجف‌آبادی (زادهٔ ۱۳۳۳ در نجف‌آباد) عضو شورای شهر اصفهان در ادوار سوم تا پنجم و رئیس شورای اسلامی شهر اصفهان در دوره پنجم (ازسال۹۶تا۹۸) بود. او استاندار سابق خوزستان و هرمزگان نیز بوده‌است.

## سوابق مدیریتی
1. فرمانده سپاه استان یزد در سال‌های ۶۱–۶۰
2. رئیس ستاد منطقه دو سپاه (استان‌های اصفهان، یزد، چهارمحال بختیاری) در سال‌های ۶۳–۶۲
3. معاون سیاسی امنیتی استانداری اصفهان در سال‌های ۷۳–۶۴( سرکوب مردم جوی آباد درسال 68 که خواستار انتزاع از شهرستان خمینی شهر و الحاق به شهر اصفهان بودند در دوران معاونت معین اتفاق افتاد)جوی آباد در دهه ۶۰ همانند محلات نصر آباد ولادان وجروکان وکارلادان و آزادان به شهراصفهان پیوست ولی بخاطر ممانعت و کارشکنی این افراد و جعفر سعیدیان فر و جعفر صرامی مجددا در حوزه جغرافیایی خمینی شهر قرار گرفت و در مقایسه با محلات الحاق شده به اصفهان روی عمران و آبادی را بخود ندید و هر روز بر مشکلات آن اضافه شد به طوری که کارشناسان برنامه ریزی شهری معتقدند با توجه به مدیریت ضعیف شورای شهر و شهرداری خمینی شهر در جوی آباد در صورتی که این الحاق در دهه 60 اتفاق افتاده بود امروزه شاهد مشکلات این منطقه در جوار کلان شهر اصفهان نبودیم
4. مدیرعامل بازرگانی خیریه همدانیان در سال‌های ۷۵–۷۳
5. رئیس هیئت مدیره کارخانه سیمان اصفهان در سال‌های ۷۶–۷۴
6. استاندار استان هرمزگان در سال‌های ۸۰–۷۶
7. عضو هیئت امناء دانشگاه‌های جنوب شرق (استان‌های کرمان، هرمزگان و سیستان و بلوچستان) در سال‌های ۸۰–۷۶
8. استاندار استان خوزستان در سال‌های ۸۴–۸۰
9. عضو هیئت امناء دانشگاه علوم پزشکی جندی‌شاپور اهواز در سال‌های ۸۴–۸۱
10. عضو شورای اسلامی شهر اصفهان از سال ۸۶ تا ۱۴۰۰
11. عضو هیئت مدیره کانون کارشناسان رسمی دادگستری اصفهان از سال ۸۹ تاکنون